# Strazeele
Strazeele é uma comuna francesa na região administrativa de Altos da França, no departamento do Norte. Estende-se por uma área de 4.69 km². Em 2010 a comuna tinha 961 habitantes (densidade: 204,9 hab./km²).